# پاموکوا
پاموکوا (به ترکی استانبولی: Pamukova) شهری است در کشور ترکیه که در استان سقاریه واقع شده‌است. جمعیت این شهر بر اساس سرشماری سال ۲۰۰۸ میلادی ۱۶٬۰۰۶ نفر و بر اساس برآوردهای سال ۲۰۰۹ میلادی ۱۶٬۸۳۱ نفر می‌باشد.